# ロンドンの歴史

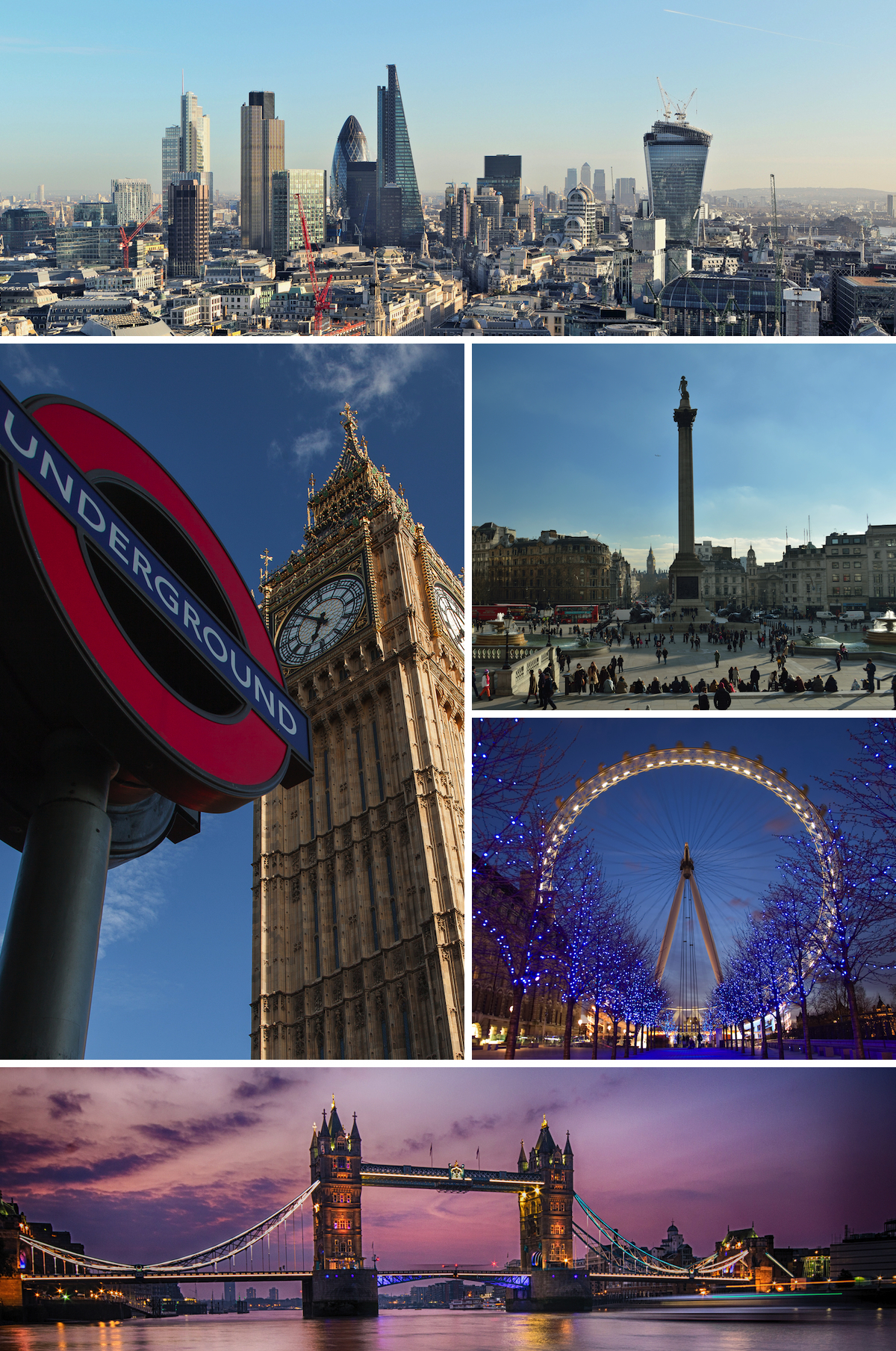
現在のロンドン

本項ではロンドンの歴史（英語: History of London）について解説する。イギリスおよびこれを構成するイングランドの首都であるロンドンの歴史は、およそ2,000年に及ぶ。 2000年前のローマ帝国によるロンディニウム創建が、都市の起源である。ロンディニウム当時の街の中心部は、現在のシティ・オブ・ロンドン（シティ）にあたる地域にあった。現在シティの市街壁内の面積は約1平方マイルあり、中世以来その範囲はほぼ変わっていない。
現在ロンドンは世界的な大都市に成長しているが、現在に至るまで、ペストや大火、内戦、空襲、テロなど、様々な事件や災害などを経験している。シティ・オブ・ロンドンは、都市全体を見れば小さめのエリアであるが、ロンドンの歴史の中でも重要な存在であり、なおかつ重要な経済地域である。

## 先史時代・古代・中世
近年の2つの発見によると、ロンドンは考えられていたよりも古くから人が住んでいたことが分かった。現在のテムズ川付近に最初期の入植地があったとされる。1999年に青銅器時代の橋がヴォクスホール・ブリッジの北側の砂浜で発見されている。この橋はテムズ川を渡っていたか、今はない川の中に浮かぶ島を渡っていた。樹木学では紀元前1500年にさかのぼる木材が使われている。2010年には紀元前4500年にさかのぼる大きな木材で築かれた建物がヴォクスホール・ブリッジ南側の砂浜で発見された。中石器時代のもので機能は分かっていないが、50メートル×10メートルの範囲で30センチの干潮時に見ることができる。この2つの構造物は南岸のテムズ川とエッフラ川が自然に合流する地点にあり、ローマ時代のシティ・オブ・ロンドンの上流4キロの場所にある。これらの構造体を構築するのに必要な労働力、貿易、安定性などから少なくとも数百人規模のコミュニティがあったことを示している。
とある考古学者は「考古学的な大規模調査が行われているにも関わらず、鉄器時代の人々の居住の形跡はロンドンでは発見されていないため、既に発見されているロンドンという都市の基礎は、ローマ時代以降のものであると認められる。」としている。

### ローマ時代

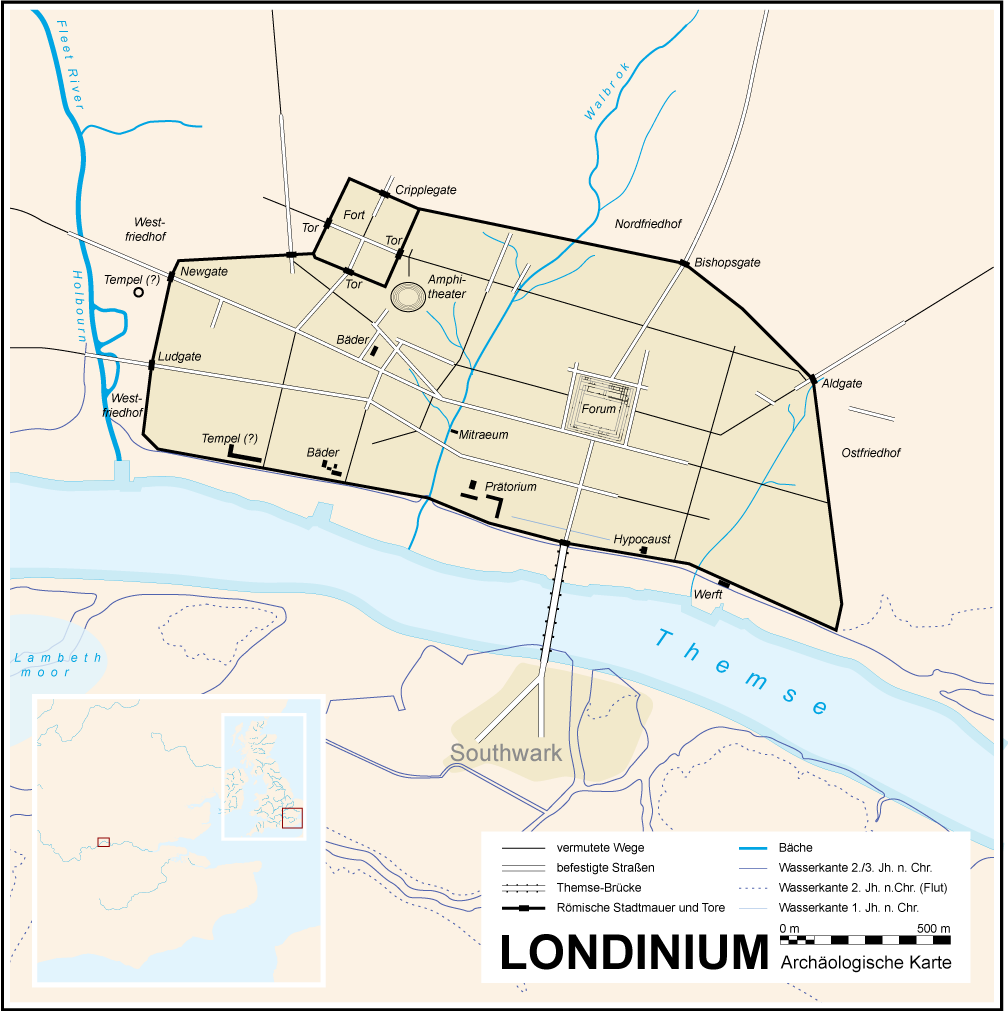
ロンディニウムの範囲

ロンディニウム（羅：Londinium）は、西暦43年の侵略から約4年後にローマ人によって設立された古代ローマ帝国の都市である。 民族が多様な都市で、ブリテン島南部の商業の中心地となり、後のシティ・オブ・ロンドンの原型となった。このロンディニウムの創建が、ロンドンという都市の起源である。 
ロンドン周辺にはケルト系のブリトンの集落跡が点在した形跡が確認されるが、ロンディニウムは最初の大きな開拓地としてローマ帝国によって創建されたのである（この開拓は17年間続いた）。
ロンドンはローマと同様に、橋を架けるのに十分なほど狭い川がある都市であり、水運を利用してヨーロッパの多くの場所に行き来しやすい場所であった。当時のロンドンは、現在のハイド・パークとほぼ同等の面積で、狭かった。そして61年ごろ、ブーディカが率いるイケニ族によって強襲され焼き討ちされた。しかし都市は、ローマの都市として計画通りにすぐに再建され、10年後に復旧した。都市はその後数十年で急速に成長した。
2世紀の間、ロンディニウムは高度成長の頂点に達し、紀元100年にコルチェスターに代わってブリタンニアの州都となった。当時の人口は約6万人であった。大聖堂はアルプスの北で有数の大きさだった。広場、円形劇場、浴場、駐屯地などのローマの都市に特徴的な施設があった。 多くの建物は木造だったため何度か大規模な火災にあった。3世紀以降は景気が悪化し、都市の成長は停滞した。
西暦180年から西暦225年にかけての間に、ローマ人はロンディニウムの周囲に「ロンドン・ウォール」という防御壁を建設した。防御壁は全長約3km、高さ6m、厚さ2.5mであった。
3世紀後半、ロンディニウムはサクソンの海賊によって何度か襲撃された。これにより、約255年以降、川沿いの壁が次々と建設された。壁には門が備えられていたが、伝統的な7つの門のうち、6つはローマ起源であった。
5世紀までに、ローマ帝国は急速に衰退し、西暦410年に、ブリタンニアのローマによる占領は終わった。その後、ローマの都市も急速に衰退し、ローマは5世紀の終わりまでに事実上ロンドンを放棄した。

### ルンデンヴィック (5世紀〜1066年)
ルンデンヴィックとは、6世紀からアングロ・サクソン人がローマ人の古い街のわずかに西に築いた開拓地のことである。近年まで、アングロ・サクソン人はロンディニウム周辺を入植地とすることを避けていたと思われていた。しかし、2008年にコヴェント・ガーデンでアングロ・サクソン人の墓地が発見されたため、少なくとも6世紀（もしくは5世紀）にはそこに人が住み始めていたと考えられる。特に、ローマ時代の城壁の外側、現在のストランド（オールドウィッチとトラファルガー広場の間）付近に人口が集中していた。つまり、ルンデンヴィックは現在のコヴェント・ガーデンおよびストランドに相当し、人口は1万人から1万2,000人程度に達した。
最近までアングロサクソン人の集落は当初はロンディニウムのすぐ周囲は避けていたと信じられてきた。しかしながら2008年のコヴェントガーデンでのアングロサクソン人の墓地の発見は、新たな入植者は少なくとも6世紀、おそらく5世紀にはそこに入植し始めていたことを示している。集落の主な中心はローマ人が建設した壁の外側で、その西側に少し行った現在のアルドウィッチとトラファルガー広場の間のストランドに沿って固まっていた。それは Lundenwic と知られ、wic という接尾辞は交易のための集落を意味していた。最近の発掘は人口密度や初期のアングロサクソンのロンドンの比較的洗練された都市組織を明らかにしていて、それは格子状のパターンを持ちおそらく1万〜1万2千の人口にまで成長していただろうと思われる。
初期のアングロサクソンのロンドンはミドルサクソンとして知られていた人々のもので、彼らからミドルセックス郡の地名は由来するが、おそらく現代のハートフォードシャーとサリーにおおよそ相当する地域も支配していたと思われる。しかしながら7世紀初めまでにはロンドンの一帯はイーストサクソン人の王国に組み込まれた。604年にはエセックス王サベルトがキリスト教に改宗し、ロンドンはローマ時代後として初の司教であるメリタスを迎え入れた。
この頃エセックスはケント王エゼルベルトの支配下にあり、彼の庇護の下メリタスは最初のセントポール大聖堂を設立し、それは従来古いローマ人のダイアナ寺院があった場所であったとされている（もっとも現在の大聖堂を建てた建築家クリストファー・レンはその証拠を見つけてはいない）。最初は小さな教会に過ぎなかったろうし、セベルトの異教徒の後継者によって彼が追放された後破壊されたことも十分にありうるだろう。
イーストサクソン王国で永久にキリスト教が確立されたのは650年代のシゲベルト2世の治政下だった。8世紀にマーシア王国はイングランド南西部に支配を広げ、それは初めは権威によってだったが時に完全な併合に発展した。ロンドンは730年代にマーシア王国の直接の支配下に置かれるようになったようだ。
9世紀のほとんどを通してバイキングによる襲撃は頻繁になり、特に830年頃以降ますます頻繁になった。ロンドンは842年と851年に略奪された。865年以来イングランド中を暴れ回ったデンマークの「大異教軍」は871年にはロンドンで越冬した。ロンドンは886年にウェセックス王アルフレッド大王の軍隊によって占領されマーシア王国に再度組み込まれるまでデンマークの支配下にあり、その後はアルフレッド大王の主権の下、娘婿のマーシア太守エゼルレッドによって統治された。
この頃入植地の中心は防衛のためにローマ時代の壁の内側に移動し、「ルンデンバラ（Lundenburh）」として知られるようになった。ローマ時代の城壁は修復され、防衛のための堀が再び掘られ、おそらく同時に橋が再建されただろう。二番目の要塞化されたバラ（特権を持った都市ということか？）がサザークの南岸の「Suthringa Geworc（サリーの人々の防衛の作業）」に設立された。古い集落であるルンデンウィック（Lundenwic）はエアルドウィック（ealdwic）あるいは「古い集落」として知られるようになり、その名前はオールドウィッチとして現代まで残っている。
この時点からシティ・オブ・ロンドンはそれ自身の独自の地方政府を創るようになった。911年の Ethelred の死後、918年にマーシアの残りが吸収されるのに先立ってウェセックスに移管された。イングランド王国における政治的優位性をめぐって、古くからウェストサクソンの中心地であったウィンチェスターとの競争に直面したが、ロンドンはその大きさと商業的な富によって政治活動の中心地として着実に重要性を増していった。アゼルスタン王はロンドンで多くの議会を開き、そこから法律を発布し、エゼルレッド2世は978年にロンドン法を発布した。
エゼルレッド2世治世下でのバイキングの襲撃の再開後、994年にはデンマーク王スヴェン1世の軍隊に攻撃されたが失敗に終わった。持続的で拡大していくデンマーク軍の攻撃に対してイングランド軍の抵抗がついに1013年に崩壊するなか、ロンドン以外の全イングランドがスヴェン1世に降伏したが、ロンドンは最後まで攻撃を跳ね返したものの、その年末までには降伏しエゼルレッド2世は国外に逃れた。スヴェン1世は王位を宣言したわずか5週後に亡くなり、エゼルレッド2世は王位を取り戻したが、スヴェン1世の息子のクヌーズ（後のイングランド王クヌート1世）は1015年に再度襲撃してきた。
1016年にロンドンでエゼルレッド2世が死去した後、息子のエドマンド2世の即位がロンドンの議会によって宣言され、王はウェセックスで軍隊を編制するためにそこを離れた。その後ロンドンはクヌーズによる組織的な包囲に遭ったが、エドマンド2世の軍により解放された。エドマンド2世が再びウェセックスで援軍を集めるために離れるとデンマーク軍は包囲を再開したがまたもや失敗に終わった。しかしながらアサンドゥンの戦い（Battle of Assandun）での敗戦の後、エドマンド2世はクヌーズにロンドンを含むテムズ川より北のイングランドすべてを譲り、数週後の彼の死によってクヌーズは国全体を手に入れた。
北欧神話にはデンマーク人に占領されたロンドンを攻撃するためにエゼルレッド2世が帰還した時の戦いが記されている。その武勇談によればデンマーク軍はロンドン橋に整列し、攻撃してくる兵に槍を浴びせた。兵はそれに怯まず、近くの家々から屋根を剥がし、それを船上で頭上に掲げた。そのように防御して、彼らは橋に十分に近づき、橋脚にロープをくくりつけて橋を引き倒し、バイキングのロンドン占領を終わらせた。この話は多分1014年のスヴェン1世の死後のエゼルレッド2世の復権についてのものだろうが、ロンドンの支配をめぐってその時にそのような戦いがあったという確かな証拠があるわけではない。
1042年のクヌーズ王朝の断絶にともないエドワード懺悔王の下でイングランド人による統治が復活した。彼はウェストミンスター寺院の設立を担い、この時から政治の中心地としてシティを着実に追い越していったウェストミンスターで大半の時を過ごした。1066年の明らかな後継者なくしてのエドワードの死は継承紛争とノルマン人の征服につながった。ハロルド・ゴドウィンソンが議会によって王位に選ばれウェストミンスター寺院で戴冠したが、ノルマンディ公ギヨーム2世（後のイングランド王ウィリアム1世）にヘイスティングスの戦いで敗れ殺された。議会の構成員で生き残った者たちはロンドンで会い、エドワード王の若い甥であるエドガー・アシリングを王に選出した。
ノルマン軍（ノルマンディー軍）はロンドンの向こう岸のテムズ川の南岸に進軍し、そこでイングランド軍の攻撃に勝ちサザークを焼き払ったが橋を襲うことはできなかった。彼らは上流に移動してワリンフォードで渡河し北西からロンドンに迫った。イングランド指導層の抵抗への決意は崩壊し、指導的市民と教会と貴族の指導者達は一緒にギヨーム2世に服従するためにバーカムステッドに出向いた。もっともいくつかの説明によればその後ノルマン軍がロンドンに到達した時に暴力的な衝突があったという。ロンドンを占領したギヨーム2世はウェストミンスター寺院で戴冠した（イングランド王ウィリアム1世）。

## 人口の推移
| 年   | 人口            | 人口    |
| ---- | --------------- | ------- |
| 1    | 1–A few farmers |         |
| 50   | 50–100          | 100     |
| 140  | 45–60,000       | 60000   |
| 300  | 10–20,000       | 20000   |
| 800  | 10–12,000       | 12000   |
| 1000 | 20–25,000       | 25000   |
| 1100 | 10–20,000       | 20000   |
| 1200 | 20–25,000       | 25000   |
| 1300 | 80–100,000      | 100000  |
| 1350 | 25–50,000       | 50000   |
| 1500 | 50–100,000      | 100000  |
| 1550 | 120,000         | 120000  |
| 1600 | 200,000         | 200000  |
| 1650 | 350,000-400,000 | 400000  |
| 1700 | 550,000-600,000 | 600000  |
| 1750 | 700,000         | 700000  |
| 1801 | 959,300         | 959300  |
| 1831 | 1,655,000       | 1655000 |
| 1851 | 2,363,000       | 2363000 |
| 1891 | 5,572,012       | 5572012 |
| 1901 | 6,506,954       | 6506954 |
| 1911 | 7,160,525       | 7160525 |
| 1921 | 7,386,848       | 7386848 |
| 1931 | 8,110,480       | 8110480 |
| 1939 | 8,615,245       | 8615245 |
| 1951 | 8,196,978       | 8196978 |
| 1961 | 7,992,616       | 7992616 |
| 1971 | 7,452,520       | 7452520 |
| 1981 | 6,805,000       | 6805000 |
| 1991 | 6,829,300       | 6829300 |
| 2001 | 7,322,400       | 7322400 |
| 2006 | 7,657,300       | 7657300 |
| 2011 | 8,174,100       | 8174100 |
| 2015 | 8,615,246       | 8615246 |